# Ossibia picata
Ossibia picata är en skalbaggsart som beskrevs av Holzschuh 1993. Ossibia picata ingår i släktet Ossibia och familjen långhorningar. Inga underarter finns listade i Catalogue of Life.